# Легкий бомбардувальник

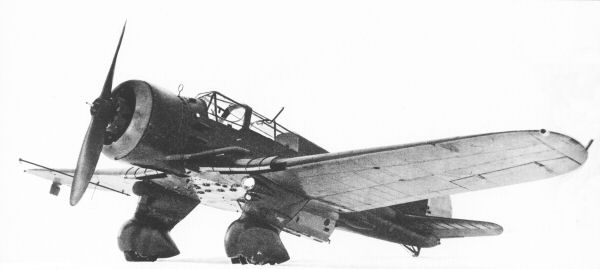
Польський PZL.23 Karaś

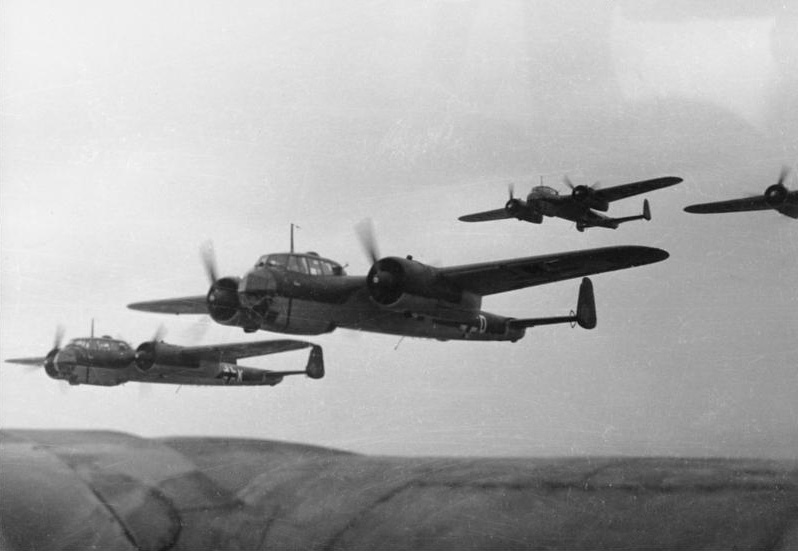
Німецький Dornier Do 17

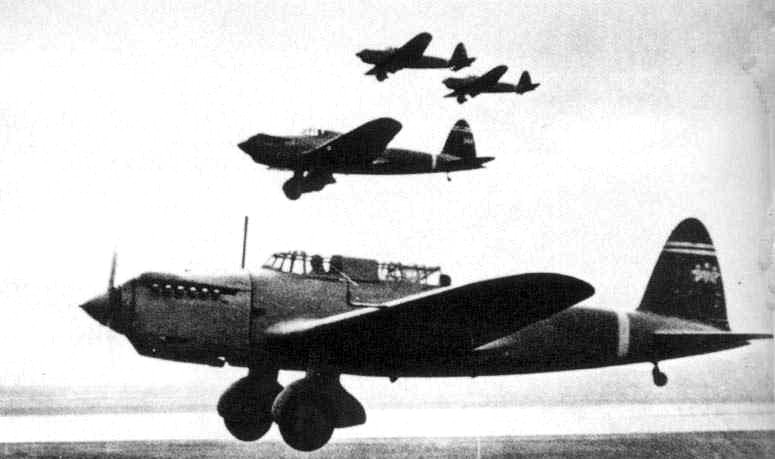
Японський Ki-32

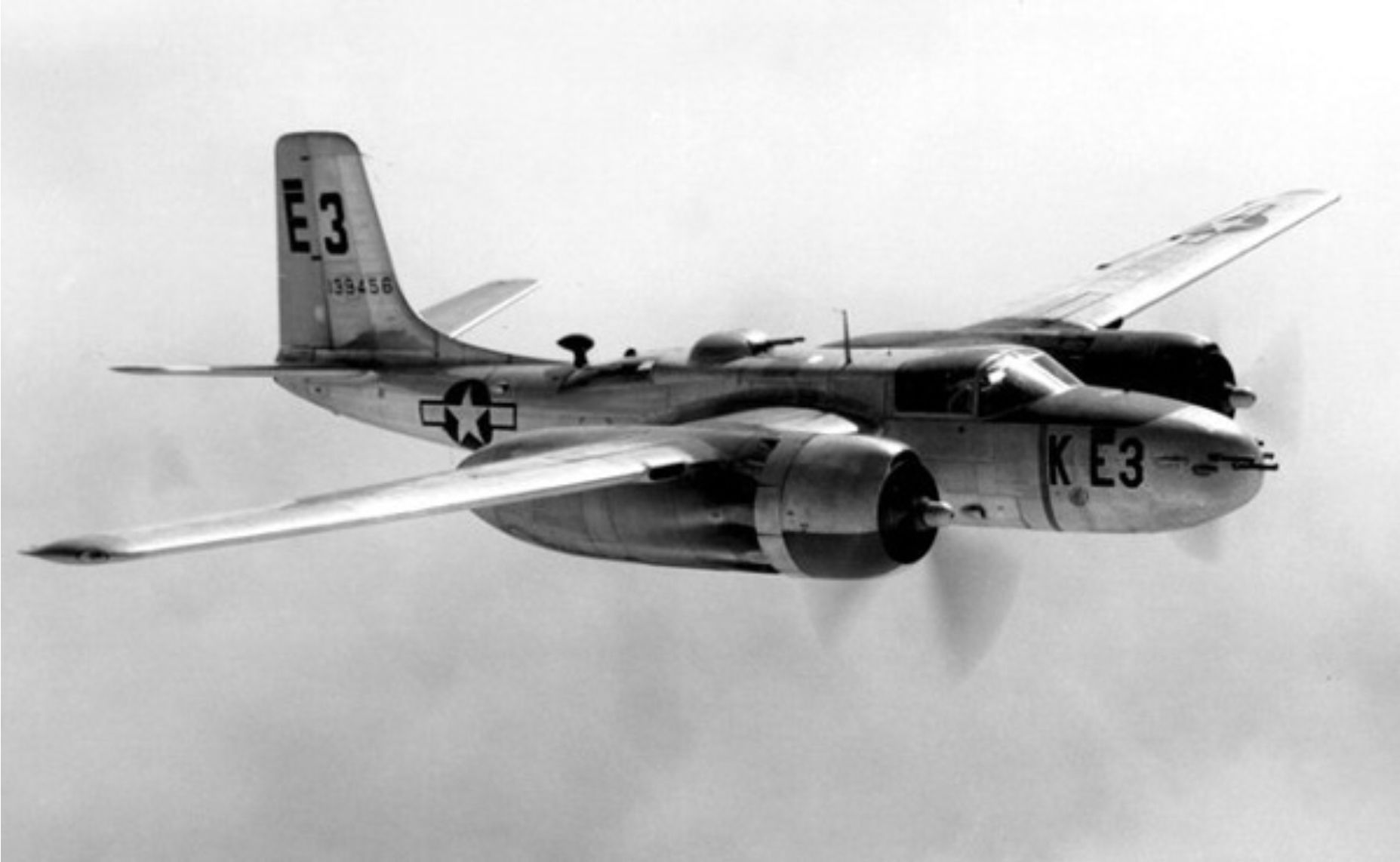
Американський A-26 «Інвейдер»

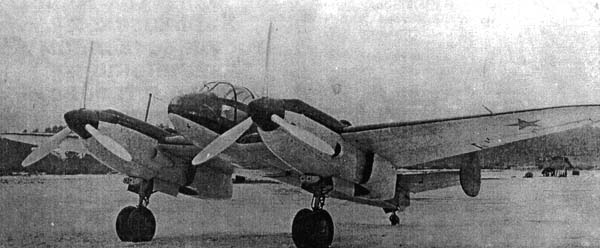
Радянський Як-4

Легкий бомбардувальник — за класифікацією часів Другої світової війни, різновид бомбардувальника, призначеного для ураження наземних (підземних) або надводних (підводних) об'єктів за допомогою бомбового озброєння на тактичній відстані від лінії зіткнення сторін. За параметрами тогодення легким бомбардувальником вважався бомбардувальник, який був здатний доставити близько 1 тонни авіаційних боєприпасів на відстань від 1 500 км.

## Історія
Перші бомбардувальники з'явилися в лавах військово-повітряних сил з початком Першої світової війни. Для виконання завдань тактичного рівня, як-то завдання бомбового удару по мостах, вузлах комунікацій, штабах, районах зосередження ворожих військ тощо використовували літаки того часу, які, як правило, становили одномоторний біплан з бомбовим навантаженням у 50-400 кг. Найбільшого розповсюдження під час збройного конфлікту набули легкі бомбардувальники: двомісний британський біплан Airco DH.4 розробки Джеффрі Де Хевіленда і французький Breguet 14, сконструйований Луї-Шарлем Бреге. Ці варіанти бомбардувальників також використовували в ролі розвідувальних літаків у тактичній смузі бойових дій.
Іншими зразками легких бомбардувальників також були Albatros C.III, Avro 504, DFW C.V, LVG C.II, Royal Aircraft Factory R.E.8, Rumpler C.I та Voisin III. Royal Aircraft Factory B.E.2 став навіть першою розробкою нічного літака для боротьби з німецькими цепелінами.
По завершенню світового конфлікту у 1920-1930-ті роки конструктори та винахідники доклали багато зусиль стосовно нарощування бойових можливостей літаків із такими завданнями, працюючи у напрямку підвищення їх швидкісних та маневрових характеристик, а також збільшення бомбового навантаження й захищеності на полі бою. Здебільшого ці роботи велися з метою заміни застарілих біпланів типу Hawker Hart й Р-5 на сучасніші конструкції монопланів з поліпшеними тактико-технічними характеристиками.
На початок нового збройного протистояння у Європі ВПС більшості країн мали однодвигунні або дводвигунні легкі бомбардувальники з бомбовим навантаженням у 500-1 000 кг. Зразками бомбардувальників того часу були Fairey Battle, Lockheed Hudson, Kawasaki Ki-32, Kawasaki Ki-48, Martin Baltimore, Mitsubishi Ki-30, Mitsubishi Ki-51, Northrop A-17, Пе-2, Су-2 та Vultee V-11. Як правило, такі бойові машини були багатофункційні й часто використовували у ролі розвідників вдень та вночі, а також як літаки зв'язку.
Частка легких бомбардувальників з двома двигунами була перетворена на важкі винищувачі чи на нічні винищувачі, зокрема Bristol Blenheim, Dornier Do 17 та Do 215 і Douglas A-20 Havoc.
У течії війни багато пікіруючих бомбардувальників також були сконструйовані з легких версій бомбардувальників й мали до 1 тонни авіабомб. Також торпедоносці військово-морських сил конструктивно розроблялися на базі таких бомбардувальників, як приклад, це японський Nakajima B5N та американський TBF Avenger.
Однак, найбільшої трансформації легкі бомбардувальники зазнали, коли виникла необхідність появи на полі бою літака ближньої вогневої підтримки — штурмовика. Так, Іл-2 та Breda Ba.65 стали неперевершеними екземплярами бойових літаків такого роду, й виконували завдання у найближчій глибині лінії протистояння сторін.
Але, поступово роль легких бомбардувальників, як роду бомбардувальної авіації, розпочала поступово нівелюватися, на заміну ним почали надходити спеціально розроблені під специфічні завдання винищувачі-бомбардувальники, штурмовики, торпедоносці. Найсучасніші з них вже значно переважали за багатьма основними параметрами своїх попередників, мали зазвичай два потужніші двигуни, посилене бронювання, високу швидкість та маневровість й відповідали викликам сучасного бою у тактичній глибині. Такими літаками стали німецькі версії Fw 190 F і G, британські Hawker Typhoon і de Havilland Mosquito та американські Republic P-47 Thunderbolt і Lockheed P-38 Lightning.